# Gaby Hoffmann
Gabrielle Mary Hoffmann (Manhattan, Nueva York, 8 de enero de 1982) es una actriz estadounidense  de cine y televisión, conocida principalmente por sus papeles en Sleepless in Seattle, Transparent y Girls, que le valieron sus nominaciones a los Premios Emmy como Mejor actriz de reparto en una serie de comedia y Artista invitada a una serie de comedia en 2015, respectivamente. Además, es recordada como actriz infantil en las películas Campo de sueños, Uncle Buck, Now and then y Volcano.

## Biografía

### Primeros años
Hoffmann nació en Manhattan (Nueva York). Su madre, Viva (nacida Janet Susan Mary Hoffmann), es actriz, escritora y una antigua musa de Andy Warhol, y su padre, Anthony Herrera, fue un actor de televisión conocido sobre todo por su papel de James Stenbeck en As the world turns. Viva y Herrera se separaron poco después del nacimiento de Gaby. Fue criada por su madre en el Hotel Chelsea de Nueva York. Su padre no tuvo una presencia significativa en su vida. El nacimiento de Gaby está documentado en Brigid Berlín's dentro de Los diarios de Andy Warhol. Una entrada datada el 10 de enero de 1982, dos días después del nacimiento de Gaby, dice que un amigo de Warhol lo llamó y le dijo que iban al Hotel Chelsea para ver a Viva y a su nueva criatura.
La madre de Gaby fue criada en una familia católica en Long Island, era hija de un abogado. Se había casado anteriormente con el director Michel Auder en 1969. Gaby tiene una medio-hermana, Alexandra "Alex" Auder, que es 11 años mayor que ella. Auder enseña Yoga en la ciudad de Nueva York. El padre de Gaby fue criado en Wiggins (Misisipi) por sus abuelos maternos; su propio padre, el bisabuelo biológico de Gaby, fue referido, visto y situado en la serie de PBS Find your roots, con Henry Louis Gates Jr. en el episodio 8 de la cuarta temporada, como  Gaston L Malecot, profesor de la Universidad de Columbia y veterano de la Primera Guerra Mundial. Herrera murió en 2011 de cáncer.
Gaby fue a la escuela elemental en Manhattan en el P.S. 3 de la calle Hudson en West Village, entonces era como cualquier otra escuela en Hell's Kitchen. Tras su traslado a Los Ángeles en 1994, asistió a la Escuela Buckley, antes de graduarse finalmente en el Instituto de Calabasas en 1999.

### Vida en el Hotel Chelsea
Hasta julio de 1993, Hoffmann vivió en el Hotel Chelsea de Manhattan (ahora un icono de la ciudad), donde afirmó que disfrutó. Según Hoffmann, ella y su mejor amiga Talya Shomron solían patinar por los pasillos, espiar al camello de la entrada y persuadir al portero para que fuese al ultramarinos del barrio para que les trajese helado.
Hoffmann recuerda, «crecí en el centro de Nueva York en los '80s. Tengo una amiga que creció conmigo y lo explica bien. Dice, 'si creciste donde nosotras crecimos, si no eras artista, una drag queen, queer o un drogadicto, entonces eras un friki.' Crecí en un mundo donde ser considerado inusual o anormal por el resto de América era lo normal.» También dijo en una entrevista que había habido un tiroteo y una violación en el hotel, poco antes de que se fuesen de allí.
Hoffmann y su madre dejaron el Hotel Chelsea tras una larga disputa con la administración que acabó en desahucio. En cualquier caso, la conexión de Gaby con el hotel tuvo un efecto muy significativo en su futuro. La idea para la serie de 1994 Someone like me creada tras la lectura de Gail Berman (expresidente de Viacom compañía perteneciente a Paramount Pictures) de un artículo del New York Times sobre un libro infantil escrito por Viva y su amiga Jane Lancellotti, Gaby at the Chelsea (una versión de los libros clásicos de Eloise escritos por Kay Thompson en los años 50). Berman se convirtió en el productor de la serie.

### Adolescencia en la Costa Oeste
Cuando Hoffmann tenía 11 años, tras haber dejado el Chelsea, su madre y ella se mudaron a la costa oeste a una casa de alquiler de dos dormitorios en Woodland Hills en la ciudad de Los Ángeles (California), el cual fue dañado en el terremoto de Northridge el 17 de enero de 1994. Mientras intentaban recuperarse de la situación, Gaby y su madre vivieron temporalmente en el Hotel Oceana Suites en Santa Mónica (California).[cita requerida]

### Universidad y trabajos varios
Tras graduarse en el instituto de Calabasas en 1999, Hoffmann siguió el ejemplo de su hermanastra Alex e ingresó en la Universidad de Bard en Nueva York para estudiar un grado de literatura y escritura. Alrededor 2001, dejó su carrera de actriz temporalmente para completar sus estudios, graduándose en 2004; su tesis sénior fue una película documental .

## Carrera

### Carrera como actriz infantil
Hoffmann comenzó su carrera de actriz a los cuatro años en anuncios comerciales para ayudar a pagar las facturas familiares. En 1989 protagonizó su primera película, Campo de sueños, con Kevin Costner. La película de 1989 Uncle Buck la siguió, donde trabajó con John Caramelo y con la futura estrella infantil Macaulay Culkin. A pesar de todo, creció cansada de los rigores que requerían sus actuaciones en pantalla y se retiró temporalmente. No obstante, al oír que Culkin (que le había caído mal cuando trabajaron juntos) ganaba muchísimo dinero por protagonizar largometrajes, su «espíritu competitivo consiguió dar lo mejor de sí misma,» cuando ella finalmente se puso a ello y se reincorporó a la profesión. Fue la protagonista de This is my life (1992), Sleepless in Seattle (1993) con Tom Hanks y El hombre sin rostro con Mel Gibson (quién además dirigió la película). Según Hoffmann, fue gracias a las alabanzas que consiguió en su papel en This is my life lo que la animó a perseguir una carrera exclusivamente como actriz en Hollywood dándole la confianza que necesitaba para los papeles importantes.
En 1994, Hoffmann consiguió el papel protagonista de su propia comedia Someone like me (en NBC) sobre una joven, Gaby, y su familia disfuncional. A pesar de que fue bien recibida, la serie solo duró seis episodios. Trabajos promocionales de la serie incluían apariciones personales de Hoffmann en talk shows nocturnos como The tonight show with Jay Leno y Late show with David Letterman.
Tras Someone like me, Hoffmann consiguió el papel protagonista junto con Shelley Long en la película para televisión de 1995 Freaky friday, un remake de la película del mismo nombre de 1976 que protagonizaron Jodie Foster y Barbara Harris. En el mismo año que Freaky friday, Hoffmann obtuvo el papel protagonista de la joven Samantha (que era la parte de la niñez del mismo personaje que interpretaba Demi Moore) en el largometraje Now and then.
En 1995, Hoffmann encarnó a Andrea Eagerton en la película para televisión de CBS Daughter is she?.

### Trabajo en el teatro en Nueva York: 2003–2007
Entre 2003 y 2007, Hoffmann se concentró mayoritariamente en su carrera de teatro en Nueva York. Sus papeles incluyen 24 Hour plays (como Denise en el Teatro de American airlines), The sugar syndrome (Festival de teatro de Williamstown – julio/agosto de 2005) y Third (Teatro Mitzi E. Newhouse/Lincoln Center septiembre – diciembre de 2005). A finales de 2005, protagonizó un episodio de Law & Order: Criminal Intent. También ha aparecido en la obra de Broadway Suburbia, junto con Kieran Culkin y Jessica Capshaw en el teatro Second stage en la calle 43 de Nueva York, que estuvo en cartel de septiembre a octubre de 2006. Después Hoffmann regresó a la obra 24 Hours plays donde actuó junto a Jennifer Aniston.

### Regreso al cine: 2007–presente
Desde 2007, Hoffmann ha regresado gradualmente a grabar películas. En 2007, protagonizó  la película Severed ways: The norse discovery of America. En 2008, apareció en Guest of Cindy Sherman, un documental sobre el crítico de arte Paul Hasegawa-Overacker y su relación con la enigmática fotógrafa Cindy Sherman. Más tarde en 2008, Hoffmann apareció en el documental Chelsea on the rocks, el cual es un tributo al Hotel Chelsea donde creció. Dirigido por Abel Ferrara, el documental destaca las diversas personalidades y voces artísticas que han ido emergiendo de la legendaria residencia.
En 2009, Hoffmann protagonizó junto a Todd Solondz la película  Life during wartime y el thriller 13 con Mickey Rourke (estrenado en 2010).
Más recientemente, Hoffmann ha protagonizado junto con Michael Cera el largometraje Crystal fairy & the magical cactus (2013). Mientras rodaban la película en Chile, ella y Cera consumieron mescalina para llegar al climax en una escena que compartían.
Recientes apariciones como estrella invitada han sido las de las series televisivas Louie y Girls en la tercera temporada. Hoffmann dijo volvería para la cuarta temporada de Girls.

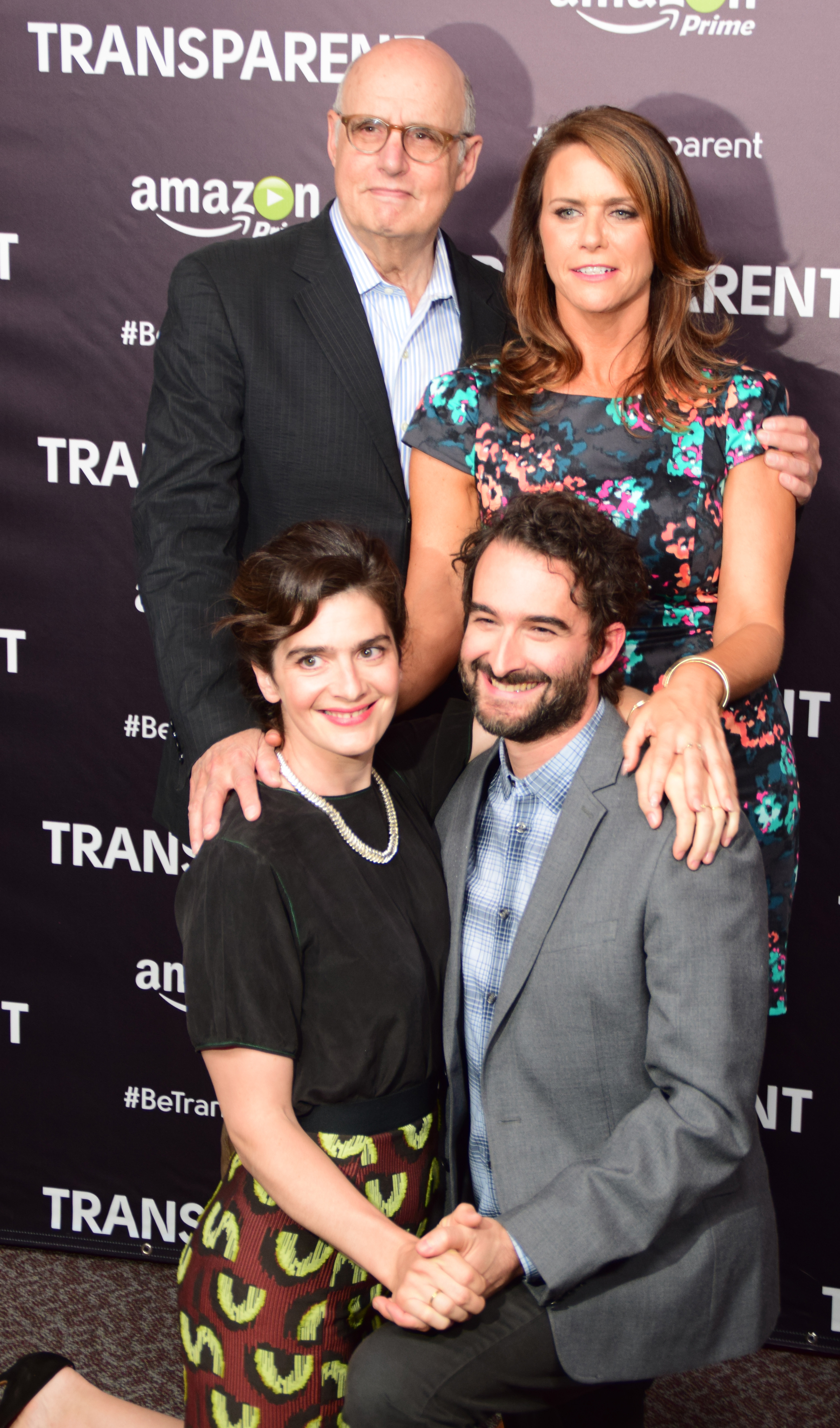
Hoffmann (inferior izquierda). Está con miembros del reparto de Transparent en 2015

En 2013, realizó un trabajo como protagonista en la serie web titulada Lyle, creada por Stewart Thorndike y Jill Soloway. Fue rodada en Nueva York. Posteriormente adquirió un apartamento en el barrio de Fort Greene en Brooklyn. En octubre de 2013 protagonizó la entrega de la década de 1910 de la serie de la revista Vanity Fair The decades series, «The first march», dirigida por Gilly Barnes.
Hoffmann ha hablado sobre sus escenas de desnudos en algunos de sus proyectos más recientes incluyendo Crystal Fairy, Girls y la serie de Amazon Transparent.Sobre la desnudez, Hoffmann afirmó: «las personas están obsesionadas con las actrices totalmente depiladas, muñecas Barbie sin grasa. No pueden imaginar que las personas querrían ser cualquier cosa menos eso. Cuando es así, es visto casi como una declaración política. Mirad a Lena Dunham. Es una maravillosa mujer y las personas no pueden parar de hablar de lo valiente que es por mostrarse desnuda, lo cual encuentro totalmente condescendiente y ridículo. Si Angelina Jolie estuviese desnuda en pantalla nadie diría que fuese valiente. La implicación es que Lena es valiente porque no se parece a la manera a la que supuestamente debería parecerse. Creo que es una vergüenza.»
Jill Soloway escribió el papel de Hoffmann en Transparent tras haber visto su actuación en la tercera temporada de la serie de Louis C.K. llamada Louie.
En 2016 apareció en vídeo en el escenario como «figurante» durante el tour Nostalgic for the present de la cantante australiana Sia Furler en su canción, Unstoppable.

## Vida personal
Hoffmann tiene una hija, Rosemary, nacida en noviembre de 2014, con su novio, el cinematógrafo Chris Dapkins (nacido el 19 de noviembre de 1980). Vive en el  barrio de Fort Greene en Brooklyn.
Hoffmann apoyó al senador Bernie Sanders para Presidente en las elecciones presidenciales de EE.UU de 2016.

## Filmografía

### Películas
| Año  | Título                              | Personaje                | Notas        |
| ---- | ----------------------------------- | ------------------------ | ------------ |
| 1989 | Campo de sueños                     | Karin Kinsella           |              |
| 1989 | Uncle Buck                          | Maizy Russell            |              |
| 1992 | This is my life                     | Opal Ingels              |              |
| 1993 | Sleepless in Seattle                | Jessica                  |              |
| 1993 | El hombre sin rostro                | Megan Norstadt           |              |
| 1995 | Now and then                        | Samantha "Sam" Albertson |              |
| 1996 | Everyone says I love you            | Lane Dandridge           |              |
| 1997 | Volcano                             | Kelly Roark              |              |
| 1998 | All I wanna do                      | Odette Sinclair          |              |
| 1998 | Snapped                             | Tara                     |              |
| 1999 | 200 Cigarettes                      | Stephie                  |              |
| 1999 | Coming soon                         | Jenny Simon              |              |
| 1999 | Black and white                     | Raven                    |              |
| 2000 | Puedes contar conmigo               | Sheila Seidleman         |              |
| 2001 | Perfume                             | Gabrielle Mancini        |              |
| 2007 | Severed ways                        | Esposa de Orn            |              |
| 2009 | Life during Wartime                 | Wanda                    |              |
| 2010 | 13                                  | Clara Ferro              |              |
| 2011 | Wolfe with an E                     | Karen                    |              |
| 2011 | Confidante                          | Sam                      | Cortometraje |
| 2011 | El Surrogate MaryThe Surrogate Mary | Sally                    |              |
| 2012 | Nate & Margaret                     | Darla                    |              |
| 2013 | Crystal fairy & the magical cactus  | Hada Crystal             |              |
| 2013 | All that I am                       | Susan                    |              |
| 2013 | Goodbye world                       | Laura                    |              |
| 2014 | Obvious child                       | Nellie                   |              |
| 2014 | Veronica Mars                       | Ruby Jetson              |              |
| 2014 | Alma salvaje                        | Aimee                    |              |
| 2014 | Lyle                                | Leah                     |              |
| 2015 | Manhattan romance                   | Emmy                     |              |
| 2021 | C'mon C'mon                         | Viv                      |              |

### Televisión
| Año           | Título                       | Personaje                   | Notas                                       |
| ------------- | ---------------------------- | --------------------------- | ------------------------------------------- |
| 1994          | Someone like me              | Gaby Stepjak                | 6 episodios                                 |
| 1995          | Freaky friday                | Annabelle Andrews           | Película televisiva                         |
| 1995          | Daughter is she?             | Andrea Eagerton             | Película televisiva                         |
| 2005          | Law & Order: Criminal Intent | Rachel Burnett              | Episodio: "The good child"                  |
| 2009          | The Eastmans                 | Dr. Sally Eastman           | Piloto                                      |
| 2010          | Private practice             | Emily                       | Episodio: "Piérdelo"                        |
| 2011          | The good wife                | Rhonda Cerone               | Episodio: "La canción del asesino"          |
| 2011          | Homeland                     | Productor de CNN            | Episodio: "Piel limpia"                     |
| 2012          | Louie                        | April                       | Episodio: "Algo está mal"                   |
| 2014–2017     | Girls                        | Caroline Sackler            | 8 episodios                                 |
| 2014–presente | Transparent                  | Alexandria "Ali" Pfefferman | Personaje principal                         |
| 2016          | High maintenance             | Gaby                        | Episodio: "Tick"                            |
| 2018          | Room 104                     |                             | Directora del episodio: "Woman in the wall" |
| 2022          | Lakers: Tiempo de ganar      | Claire Rothman              |                                             |

## Premios y nombramientos
| Año  | Premio                           | Categoría                                                   | Producción                         | Resultado |
| ---- | -------------------------------- | ----------------------------------------------------------- | ---------------------------------- | --------- |
| 1990 | Premios Young Artist             | Mejor joven actriz de reparto en una película               | Campo de sueños                    | Ganadora  |
| 1993 | Premios Young Artist             | Mejor actriz joven menor de 10 años en una película         | This is my life                    | Nominada  |
| 1994 | Premios Young Artist             | Mejor actriz joven coprotagonista en una película dramática | El hombre sin rostro               | Nominada  |
| 1995 | Premios Young Artist             | Mejor comediante joven en una serie                         | Someone like me                    | Nominada  |
| 1996 | Premios Young Artist             | Mejor reparto joven: largometraje o video                   | Now and then                       | Nominados |
| 1997 | Premios YoungStar                | Mejor actriz joven en una película cómica                   | Everyone says I love you           | Nominada  |
| 2014 | Premios Independent Spirit       | Mejor actriz                                                | Crystal fairy & the magical cactus | Nominada  |
| 2015 | Premios Primetime Emmy           | Mejor actriz invitada en una serie de comedia               | Girls                              | Nominada  |
| 2015 | Premios Primetime Emmy           | Mejor actriz de reparto en una serie de comedia             | Transparent                        | Nominada  |
| 2016 | Premios del Sindicato de Actores | Mejor reparto en una serie de comedia                       | Transparent                        | Nominados |
| 2016 | Premios Primetime Emmy           | Mejor actriz de reparto en una serie de comedia             | Transparent                        | Nominada  |